# أليكسيس أليكساندريس
أليكسيس أليكساندريس (باليونانية: Αλέκος Αλεξανδρής)‏ مواليد 21 سبتمبر 1968 في كياتو، هو لاعب كرة قدم يوناني سابق كان يلعب كمهاجم. سبق له أن لعب في كأس العالم لكرة القدم مع منتخب بلاده. لعب خلال مسيرته 474 مباراة سجل خلالها 233 هدفاً.

## المسيرة الاحترافية

### أندية لعب لها
- أيك أثينا
- نادي أولمبياكوس
- نادي لاريسا

## روابط خارجية
- أليكسيس أليكساندريس على موقع الاتحاد الدولي (مؤرشف)  (الإنجليزية)
- أليكسيس أليكساندريس على موقع الاتحاد الأوربي (الإنجليزية)
- أليكسيس أليكساندريس على موقع قاعدة بيانات كرة القدم.إي يو (الإنجليزية)
- أليكسيس أليكساندريس على موقع ناشيونال فوتبول تيمز (الإنجليزية)